# Paul Philippoteaux

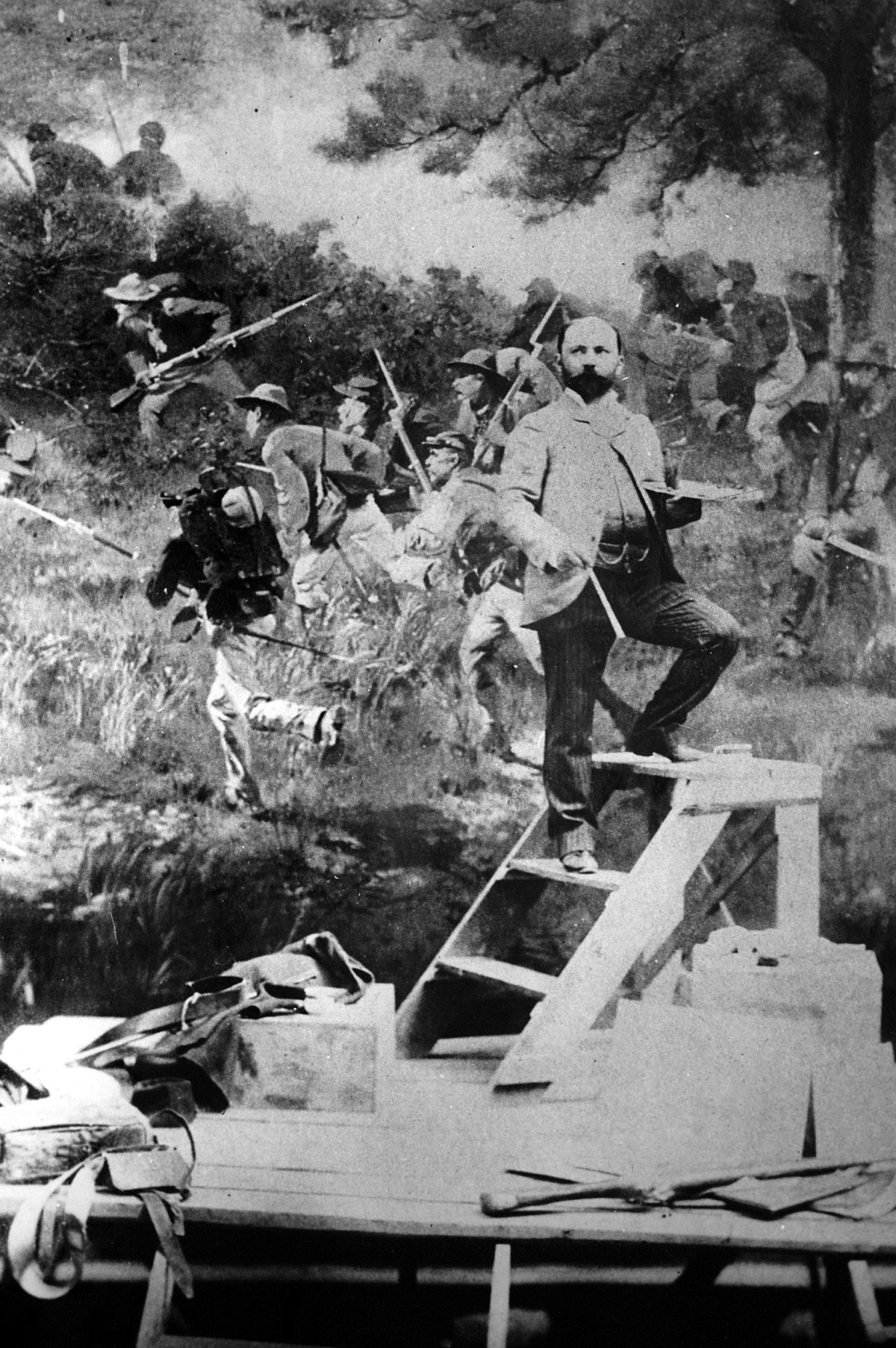
Philippoteaux malt das Gettysburger Cyclorama.

Paul Dominique Philippoteaux (* 27. Januar 1846 in Paris; † 28. Juni 1923 ebenda) war ein französischer Maler und Illustrator.

## Leben
Philippoteaux war ein Sohn des Malers Félix Philippoteaux und erhielt von diesem auch seinen ersten künstlerischen Unterricht. Er absolvierte das Lycée Henri IV mit Erfolg und wechselte anschließend an die École des Beaux-Arts. Dort wurde er unter anderem von Léon Cogniet und Alexandre Cabanel unterrichtet. Durch seine Lehrer wurde ihm auch schon bald die Teilnahme an den großen jährlich stattfindenden Ausstellungen des Salon de Paris ermöglicht.

## Rezeption

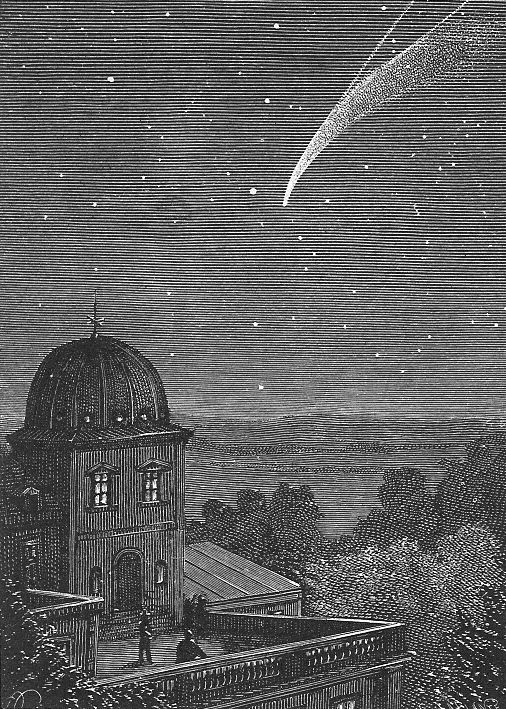
Illustration von Philippoteaux für den Roman Reise durch die Sonnenwelt von Jules Verne

Neben seinen Porträts und anderen Ölbildern wurde Philippoteaux vor allem durch seine monumentalen Panorama-Bilder bekannt. Viele davon entstanden in Zusammenarbeit mit seinem Vater.
Das Cyclorama der Schlacht von Gettysburg ist ungefähr 990 m² groß und gilt als sein bekanntestes Werk. 1879 nahm er den Auftrag an, dieses Werk zu schaffen. Nach ersten Recherchen, reiste er im April 1882 in die USA und fotografierte das gesamte Schlachtfeld und befragte Überlebende, wie Abner Doubleday, Winfield Scott Hancock und Oliver Otis Howard. Bei der Ausarbeitung unterstützten Philippoteaux neben seinem Vater noch weitere vier Assistenten.
Ein bedeutendes Werk war auch sein Panorama Die Schlacht von Plewna, das eine Szene aus dem russisch-türkischen Krieg 1877 zeigt. Nachdem es erst in Moskau und St. Petersburg gezeigt worden war, wurde es von März 1886 bis Dezember 1889 im National-Panorama in Berlin ausgestellt.
Großen Erfolg hatten auch die in London ausgestellten Panoramen der Niagarafälle, und der Schlacht von Tel-el-Kebir.
1888 stellte er in Boston eine Serie von dreißig großen Bildern über die Karriere von General Grant aus.

## Werke
- Retour d’un pardon, 1864
- Vannenses, 1865
- Scene d’invasion, 1866